# Allilbenzene
L'allilbenzene è la molecola base di una classe di fenilpropanoidi, detta degli allilbenzeni o fenilpropeni.